# SH-01B
docomo PRIME series SH-01B（ドコモ プライム シリーズ エスエイチ ゼロ いち ビー）は、シャープが開発した、NTTドコモの第三世代携帯電話（FOMA）端末、docomo PRIME seriesの一つである。

## 概要
2009年夏モデルのSH-06Aの後継機種で、カメラ性能を高めたAQUOS SHOTのドコモ向け2代目にあたる。回転2軸型のボディに、SH-06Aよりも大型の3.4インチフルワイドVGA液晶とタッチパネルを搭載する。SH-06Aの機能に加え、タッチ操作が進化した。

## 機能

### カメラ
メインカメラには、ソフトバンクモバイル、au向けと同様の1210万画素CCDカメラを搭載している。SH-06Aと同様のLEDフラッシュも搭載し、ISO12800相当の高感度モードと合わせて、暗所での撮影にも対応。被写体に合わせて最適な撮影モードを自動的に判別して切り替えるシーン自動認識機能を搭載している。また、手ぶれ補正には「6軸手ブレ補正」と「動き検出被写体ブレ補正」のWブレ補正に、シャッタースピードとISO感度をアップしてブレを抑える「高感度ブレ補正」を追加し、従来以上の効果を実現した。サブカメラにはFWVGA対応の43万画素CMOSカメラを搭載している。
フォーカスを合わせた被写体を自動追尾するチェイスフォーカス機能も引き続き搭載されている。
シャッターを押す前後のシーンを連写し、ベストショットを選んで保存することができる。

#### 個人検出
カメラには個人検出機能が搭載され、登録している人物を優先して検出することが可能。また個人検出によって撮影した写真は、画像と一緒に名前情報も保存。[データBOX]-[アルバム]で個人名を選択すると、該当する人物の写真を閲覧できる。さらに、データBOX検索では様々なモードで素早い検索が可能である。

### カーナビ連携
フォトリモ@ナビ対応のパイオニア製カーナビゲーションシステムと連携し、メールで送信した現在地にナビゲートさせる機能や、事前に設定した目的地情報を乗車時に自動転送する機能を搭載。

### タッチパネル、タッチクルーザー
前モデルに引き続き、十字キーで画面のカーソルやアイコンの選択を移動できる静電式のタッチクルーザーを搭載している。
液晶の前面は静電式のタッチパネルになっており、液晶を表面に向けたビューアーポジション時に反応する。通常に開いた状態ではタッチクルーザーや十字キーが優先されタッチパネルは利用できない。画面をタッチするとバイブレータが反応する。
タッチ、スライドのほか、二本の指で画像の拡大縮小をおこなうこともできる。
そのほかにタッチ機能を生かした手書きメモ機能が搭載されている。

### デザイン
背面は鏡面仕上げのクリスタル加工を施しており、ガラスのような質感を持つ。鏡面越しに有機ELのサブディスプレイで時間やメール件数を表示する。
またヒンジ部を除く背面の縁にはイルミネーションを内蔵し、着信・開閉時に発光する。

### その他機能
周りからの覗き見を防止する「新ベールビュー」がカラー表示に対応。
メールやiモード検索の検索ワード、地図アプリの目的地などを音声で入力可能。
サラウンド技術にVirtual 5.1ch対応のドルビーモバイルを搭載。
ドコモの新サービスのオートGPSやiコンシェルの拡張、マイエリア、地図アプリのバージョンアップ、わかりやすい操作説明のサービスに対応している。尚、HSUPAには非対応。
歩数計が搭載されており、歩数から消費カロリ計算や目標設定チェックを行うことができる。健康管理iアプリとの連携が図れる。
名刺リーダ、新聞コラムリーダーといったテキスト読み取り機能を搭載し、名刺リーダーで読み込んだデータを会社名別に表示する「電話帳会社名検索」にも対応。
マンガブックリーダーで電子書籍、マンガ、電子辞書などを表示できる。
Word、Excel、PowerPoint、PDFのビューアーも前シリーズに引き続き搭載されている。
サブカメラを使った手鏡機能が搭載されている。
SH-04AやSH-03Bと同様にリモートメールアプリが搭載されており、PCメールの送受信が可能となる。
| 主な対応サービス                   | 主な対応サービス                                                    | 主な対応サービス                       | 主な対応サービス                                 |
| ---------------------------------- | ------------------------------------------------------------------- | -------------------------------------- | ------------------------------------------------ |
| タッチパネル                       | FOMAハイスピード7.2Mbps                                             | Bluetooth                              | DCMX／おサイフケータイ                           |
| iアプリオンライン／地図アプリ      | 直感ゲーム／メガiアプリ                                             | iウィジェット                          | マチキャラ／iコンシェル                          |
| ホームU／ポケットU                 | GPS／オートGPS／ケータイお探し                                      | デコメール／デコメ絵文字／デコメアニメ | iチャネル                                        |
| 着もじ                             | テレビ電話／キャラ電                                                | ケータイデータお預かりサービス         | フルブラウザ                                     |
| おまかせロック／バイオ認証         | 外部メモリーへiモードコンテンツ移行／ユーザーデータ一括バックアップ | トルカ                                 | iC通信／iCお引越しサービス                       |
| きせかえツール／ダイレクトメニュー | バーコードリーダ／名刺リーダ                                        | 2in1                                   | エリアメール／ソフトウェアーアップデート自動更新 |
| GSM／3Gローミング（WORLD WING）    | 着うたフル／うた・ホーダイ                                          | Music&Videoチャネル／ビデオクリップ    | デジタルオーディオプレーヤー(AAC)(WMA)           |

### ワンセグ機能
- EPG（録画予約も可）
- 外部メモリ（microSD）への録画
- 字幕放送
- マルチウィンドウ
- Bluetoothによるワイヤレス音声出力
- 同社液晶テレビ「AQUOS」にも採用されている、映像をより鮮やかに再現する「SV (Super Vivid) エンジン」

## プリインストールiアプリ
- 逆転裁判4 for SH
- ドラゴンクエストIII そして伝説へ…
- 桃太郎電鉄WORLD遠距離対戦版2年決戦
- タッチDE対戦ボウリング
- リッジレーサーズVS trial version
- ドラゴンクエストもっと不思議のダンジョンMOBILE
- 対戦パズルボブル -Light Edition-
- モバイルGoogleマップ
- iアバターメーカー
- iD 設定アプリ
- DCMXクレジットアプリ
- モバイルSuica登録用iアプリ
- Gガイド番組表リモコン
- 地図アプリ
- マクドナルドトクするアプリ
- 楽オク☆アプリ
- Start! iウィジェット
- iアプリバンキング
- iWウォッチ
- 株価アプリ
- Google モバイル
- ROID ウィジェット
- いっしょにデコ
- リモートメール アプリメール for SH
- KARADA TUNE
- オムロン健康管理ソフト BI-LINK ウォーキング編
- ShokuFit
- お天気予報ウィジェット
- ネット辞典
- SH-MODE INFO
- FOMA通信環境確認アプリ
- ドコモ料金案内
- モバイルAMCアプリ
- ヨドバシゴールドポイントカード
- ビックポイント機能付きケータイ

## 不具合
2010年1月7日のソフトウェア更新で、以下の不具合が修正された。
- クイックサイレントが機能しない場合がある
- iモード接続中にマルチガイドボタンが表示されない場合がある